# Salvatore Garau
Salvatore Garau (nacido en 1953) es un artista italiano de la isla mediterránea de Cerdeña.

## Biografía
Garau nació en Santa Giusta , provincia de Oristano , en la isla mediterránea de Cerdeña , Italia. Estudió en la Academia de Bellas Artes de Florencia , donde se graduó en 1974. En 1977 se convirtió en el baterista del grupo de rock progresivo Stormy Six. Tras la disolución del grupo, se dedicó al arte visual.

## Trayectoria Profesional
Garau realizó su primera exposición individual en 1984. Participó en la 50ª Bienal de Venecia en 2003 y expuso su obra en el Parlamento Europeo en Estrasburgo ese mismo año.[cita requerida]
En 2005 pintó una obra abstracta sobre una lámina de PVC de 200 m² , que luego fue colgada para cubrir el andamio de un edificio en Corso Magenta en Milán. Para su instalación Ichthys Sacro Stagno en Cerdeña en 2006, creó grandes estanques en los pisos de tres iglesias en pueblos de la provincia de Oristano, que luego pobló con peces de estanques cercanos. En 2009 realizó una exposición individual en el Musée d'art moderne et contemporain de Saint-Étienne, en Francia.
En 2021, su «escultura inmaterial» —una obra que no contiene nada en absoluto, titulada Io sono («Yo soy»)— se vendió en Milán por 12.000 libras esterlinas (sin incluir comisiones ni gastos).
Su obra se encuentra en las colecciones de varios museos, incluido el Museo del Novecento (anteriormente en el Civico Museo d'Arte Contemporanea),   el Museo d'Arte Moderna de Bolonia y el Padiglione d'Arte Contemporanea de Milán.